# Berta Rojas
Berta Rojas (Asunción, Paraguay. 23 de septiembre de 1966) es una docente y guitarrista clásica paraguaya. Fue ganadora de un Premio Grammy Latino  por su disco Legado (2022) como «Mejor Álbum de Música Clásica». El mismo material recibe otra estatuilla a la «Mejor obra/composición clásica contemporánea» para la obra Anido’s Portrait, escrita por Sergio Assad. Anteriormente estuvo nominada tres veces: en el año 2012, por primera vez, en la categoría «Mejor Álbum Instrumental» por el disco Día y medio, grabado junto a Paquito D'Rivera. En el 2014 recibió su segunda nominación a los Premios Grammy Latino por su álbum Salsa Roja, en la categoría «Mejor Álbum Clásico». En el 2015 recibe una nueva nominación, esta vez por el álbum "Historia del Tango", grabado junto a la Camerata Bariloche, en la categoría «Mejor Álbum de Tango».

## Biografía
Reconocida por su innata maestría musical, el diario El País de Uruguay decía en el año 1991 que Berta Rojas «inaugura una nueva dimensión en los alcances emocionales del instrumento». Así fue construyendo una carrera internacional que la encuentra situada como una de las figuras femeninas de la guitarra más destacadas en el presente. Fue elogiada por el Washington Post como «guitarrista extraordinaria», y por el Classical Guitar Magazine del Reino Unido como «embajadora de la guitarra clásica».
Sus primeras lecciones de música fueron impartidas por el guitarrista Emiliano Aiub Riveros. Estudió brevemente con Carlos Vázquez, y más tarde inició su formación formal en guitarra clásica a los 10 años de edad con Felipe Sosa y Violeta de Mestral, obteniendo bajo la guía de los mencionados maestros, el título de Profesora Superior de Guitarra Clásica. Al tiempo que estudia guitarra clásica, también estudia piano con la maestra Rosa Mereles de López, bajo cuya dirección obtiene el título de Profesora Superior de Piano.
En el año 1986 se traslada al Uruguay para continuar sus estudios con maestro uruguayo Abel Carlevaro. Se inscribe en la Escuela Universitaria de Música (Universidad de la República), donde obtuvo la licenciatura en Guitarra Clásica, habiendo sido alumna de Eduardo Fernández (guitarrista) y Mario Payssé.
Rojas ha sido distinguida como «Fellow of the Americas» del Kennedy Center, para las artes escénicas - por su excelencia artística en 1996, honor que le otorgó los medios económicos para continuar con su formación, esta vez en los Estados Unidos. Es así que en el mismo año comenzó sus estudios en el Instituto Peabody. En 1997 obtuvo una beca de la Organización de los Estados Americanos, la cual le permitió finalizar sus estudios y obtener una maestría en Música, bajo la guía de Manuel Barrueco. También recibe lecciones de Ray Chester durante sus estudios en la mencionada institución. En el año 2000 culmina también en el Peabody Institute el «Graduate Performance Diploma» bajo la guía de Manuel Barrueco y Julian Gray.

## Experiencia como docente
Berta Rojas es una excelente docente, a quien se le ha solicitado dar masterclasses en Festivales y escuelas de música alrededor del mundo. Ha tenido 2 puestos fijos enseñando antes de incorporarse al plantel docente del Berklee College of Music, al tiempo de continuar su carrera como concertista clásica.
Desde el año 2002 hasta el año 2007 fue profesora de Guitarra en el Levine School of Music en Washington D. C. y luego desde el año 2007 hasta el año 2012 se desempeñó como profesora de Guitarra en la Universidad George Washington, también en la ciudad de Washington, en Estados Unidos.
Recientemente, se ha incorporado al plantel docente del Berklee College of Music como profesora Asociada, compartiendo sus conocimientos y amor hacia la música con un grupo selecto de jóvenes guitarristas que provienen de distintas partes del mundo.
Actualmente sigue dando masterclasses a nivel global. En Paraguay, su país natal, es conocida por sus proyectos de impacto social. Dentro de estos proyectos cabe mencionar la "Gira Colegios con Berta Rojas hoy toca Mangoré" en la cual da charlas motivacionales a estudiantes secundarios de todo el país, acercándoles la figura de Agustín Barrios Mangoré como ejemplo de esfuerzo y perseverancia, el proyecto llegó a su décima y última edición en junio de 2018, habiendo recorrido 38 ciudades del Paraguay, un estimado de 154 instituciones educativas, con un alcance estimado de 52.600 jóvenes.

## Actividad musical
Berta Rojas se ha presentado en grandes escenarios como el Weill Recital Hall del Carnegie Hall y el Frederick P. Rose Hall del Jazz at Lincoln Center en New York, el Palau de la Música en Barcelona, el Southbank Centre de Londres, el Centro Kennedy en Washington D. C., y el National Concert Hall en Dublín, donde actuó como solista de la Irish Radio and Television Orchestra, o Estudio 4 del  Edificio Flagey en Bruselas donde se presentó con la Brussels Philharmonic para la Televisión Nacional Belga. Tuvo el honor de abrir la Cumbre de las primeras damas de las Américas, a la que asistió quien entonces fuera primera dama de los Estados Unidos, Hillary Clinton. 
Rojas se desempeñó como Embajadora Turística de su país, Paraguay desde el año 2004 hasta su renuncia al cargo honorífico, en el año 2016.
Recientemente ha realizado giras por 20 países de las Américas junto al saxofonista cubano, ganador de 11 Premios Grammy, Paquito D’Rivera, con quien además ha grabado el disco Día y medio, que ha sido nominado como «Mejor Álbum Instrumental» en la XIII edición de los Premios Grammy Latinos. También ha realizado numerosas giras de conciertos junto a Carlos Barbosa Lima.
Berta Rojas mantiene una prolífica agenda de grabaciones. Su CD Intimate Barrios fue incluido en la lista de «las mejores grabaciones que se pueden adquirir» por la revista Gramophone de Inglaterra. Su disco Cielo Abierto fue elogiado como «impecable» por la revista Soundboard de los Estados Unidos. Terruño, ha logrado grandes reconocimientos de la crítica internacional. Steve Marsh del Classical Guitar Magazine elogia su «impecable gusto musical».
En fecha 20 de abril de 2017, lanza su material discográfico titulado "Felicidade", un tributo a la música brasileña teniendo como invitados especiales a Toquinho, Gilberto Gil e Ivan Lins, junto con la Orquesta Sinfónica de Paraguay (OSN), bajo la dirección del Maestro Popi Spatocco.
El 22 de junio de 2018 se presentó junto al reconocido guitarrista australiano John Williams en un homenaje a Agustín Barrios Mangoré en el teatro Sam Wanamaker del prestigioso complejo cultural Shakespeare’s Globe de Londres.
El 24 de mayo de 2022 lanza su más reciente material discográfico, titulado "Legado", tributo a las mujeres pioneras de la guitarra clásica. Este disco ganó dos Premios Grammy Latino en su  23° edición, el primero en la categoría «Mejor Álbum de Música Clásica», convirtiéndose en el primer Grammy Latino para el Paraguay, y el segundo galardón en la categoría «Mejor obra/composición clásica contemporánea» por Anido’s Portrait: I. Chacarera, composición de Sergio Assad, quien fuera comisionado por la guitarrista para escribir una obra en homenaje a María Luisa Anido.

## Premios y distinciones
| Año         | Distinción |
| ----------- | --- |
| 1996        | «Fellow of the Americas» del Kennedy Center, for the Performing Arts - por su excelencia artística.                                                         |
| 2004 a 2016 | Embajadora del Turismo de su país, Paraguay. |
| 2012        | Nominada a la XIII edición de los Premios Grammy Latinos por el disco Día y medio, junto a Paquito de Rivera como mejor álbum instrumental                  |
| 2014        | Nominada a la XV edición de los Premios Grammy Latinos por el disco Salsa Roja como mejor álbum clásico                                                     |
| 2015        | Nominada a la XVI edición de los Premios Grammy Latinos por el disco "Historia del tango" junto a la Camerata Bariloche como mejor álbum de tango.          |
| 2015        | El Centro Cultural de la República Cabildo, de su país, Paraguay, le entrega la distinción de «Maestra del Arte»                                            |
| 2015        | El Senado del Paraguay la declara «Ilustre Embajadora del Arte Musical»                                                                                     |
| 2015        | La Cámara de Diputados del Paraguay le entrega la condecoración Orden Nacional al Mérito Comuneros.                                                         |
| 2016        | La Universidad Autónoma de Encarnación, Paraguay, la nombra “Doctora Honoris Causa.”                                                                        |
| 2016        | La Universidad Americana de Asunción, Paraguay, la nombra "Doctora Honoris Causa."                                                                          |
| 2017        | El Ministerio de Relaciones Exteriores le entrega la condecoración Orden Nacional al Mérito “Don José Falcón” por su destacada labor a favor de la cultura. |
| 2022        | Ganadora en XXIII edición de los Premios Grammy Latinos en la categoría Mejor Álbum de Música Clásica por el disco “Legado”                                 |
| 2022        | Recibió el premio The Golden Guitar: Una Vida dedicada a la Guitarra, que le fuera entregado en el Conservatório Giuseppe Verdi de Milán.                   |
| 2023        | Recibe la Condecoración de la Orden Nacional del Mérito en el Grado de “Gran Cruz”, el máximo grado de reconocimiento otorgado por Paraguay.                |

## Labor en pro de la difusión del arte musical
| Año                                                         | Producción |
| ----------------------------------------------------------- | --- |
| 1994                                                        | Directora Artística del 1.er. Concurso y Festival Internacional de Guitarra Agustín Barrios, con la participación de John Williams y Hopkinson Smith, entre otros. |
| 1999                                                        | Directora Artística del Concurso de Interpretación Musical «Ciudad de Asunción»                                                                                    |
| 2002 y 2006                                                 | Directora Artística del Premio Cardozo Ocampo |
| 2007, 2008 y 2009                                           | Directora Artística del «John and Susie Beatty Music Scolarship Competition for Classical Guitar»                                                                  |
| 2007, 2008, 2009 y 2010                                     | Directora Artística del Festival Iberoamericano de Guitarra |
| 2007, 2008, 2009, 2010, 2011                                | Directora Artística del Festival Arpas de América |
| 2009 y 2011                                                 | Idea Original y Directora del «Barrios World Wide Web Competition»                                                                                                 |
| 2009, 2010, 2011, 2012, 2013, 2014, 2015, 2016, 2017 y 2018 | Idea original y Producción de la Gira de Colegios «Con Berta Rojas hoy toca Mangoré»                                                                               |
| 2011, 2012, 2013 y 2014                                     | Idea Original y Producción de la Gira «Tras las Huellas de Mangoré»                                                                                                |
| 2016, 2017, 2018                                            | Idea original y dirección del Ensamble Pu Rory |
| 2020, 2021, 2022                                            | Idea original y dirección del proyecto de creación musical Jeporeka                                                                                                |

## Discografía
- 1992, Berta Rojas interpreta a Agustín Barrios - Clave Ediciones, Paraguay
- 1995, Concierto Latinoamericano, Paraguay
- 1997, Concierto Latinoamericano - Dorian Recordings, USA
- 1998, Intimate Barrios - Dorian Recordings, USA
- 2002, Guitarra Adentro, Paraguay.
- 2006, Cielo abierto - ON Music Recordings, USA
- 2007, Alma y Corazón - ON Music Recordings, USA
- 2008, Flores de Asunción - ON Music Recordings, USA
- 2008, Paraguay According to Agustin Barrios - ON Music Recordings, USA
- 2009, Terruño - ON Music Recordings, USA
- 2012, Día y medio - ON Music Recordings, USA
- 2013, Salsa roja - ON Music Recordings, USA
- 2015, Historia del tango - ON Music Recordings, USA
- 2017, Felicidade -  ON Music Recordings, USA
- 2022, Legado - ON Music Recordings, USA

## Obras
- Sitio oficial de Berta Rojas
- Berta Rojas en Spotify
- Página oficial de Facebook de Berta Rojas
- Canal oficial de YouTube de Berta Rojas
- Twitter oficial de Berta Rojas
- Instagram oficial de Berta Rojas
- Cuenta oficial de Soundcloud de Berta Rojas
- Cuenta oficial de Google+ de Berta Rojas
- About.me de Berta Rojas
- Proyecto Gira Colegios Con Berta Rojas hoy toca Mangoré
- Artículos de prensa
- ON Music Recordings
- Ensamble Pu Rory
- Instrumentoteca
- Barrios WWW Competition
- Tras las Huellas de Mangoré

- Datos: Q8247045